# Gloridonus gloriosa
Gloridonus gloriosa är en insektsart som beskrevs av Ball 1910. Gloridonus gloriosa ingår i släktet Gloridonus och familjen dvärgstritar. Inga underarter finns listade i Catalogue of Life.